# South Wales Borderers
Les South Wales Borderers est un régiment d'infanterie de l'Armée de terre britannique. Il a été créé sous le nom du 24th Regiment of Foot en 1689 et il a pris son nom lors des réformes de 1881. Il a servi dans plusieurs conflits, comme la Guerre d'indépendance des États-Unis, de nombreux conflits en Inde, la guerre anglo-zouloue, la guerre des Boers ainsi que la Première et Seconde Guerre mondiale. Il a été dissout dans le Royal Regiment of Wales (en) en 1969.